# 진보초역
진보초역(일본어: 神保町駅, じんぼうちょうえき)은 일본 도쿄도 지요다구에 있는 철도역이다. 도에이 지하철의 부역명은 센슈 대학 앞이다.
도에이 지하철 미타 선과 신주쿠 선, 도쿄 메트로 한조몬 선이 지나고 환승역이다. 역 번호는 미타 선이 I 10, 신주쿠 선이 S 06, 한조 몬 선이 Z 07이다.

## 역 구조
한조몬 선의 역은 신주쿠 선 역의 선로 아래에 있고, 환승할 때는 계단을 이용해야 한다.

### 도쿄 도 교통국
미타 선은 섬식 승강장 1면 2선의 지하역이고 반밀폐형 스크린도어가 설치되어 있다. 신주쿠 선은 기둥이 있는 상대식 승강장 2면 2선의 지하역이다.
미타 선에서 신주쿠 선으로 갈아탈 경우, 신주쿠, 게이오 선 방면(1번 선)으로는 승강장 중앙 부근의 계단을 이용하고, 모토야와타 방면(2번 선)으로는 스이도바시 방향의 통로를 이용한다.
신주쿠 선의 2번 선 개찰구 밖에는 정기권 발매소가 있다.

#### 승강장
| 1 | 신주쿠 선 | 신주쿠・사사즈카・하시모토 방면                 |
| 2 | 신주쿠 선 | 바쿠로요코야마・모토야와타 방면                 |
| 3 | 미타 선   | 오테마치・메구로・히요시 방면                   |
| 4 | 미타 선   | 스가모・다카시마다이라・니시타카시마다이라 방면 |

### 도쿄 메트로
섬식 승강장 1면 2선의 역이다. 승강장과 시부야 방면 개찰구 사이에는 엘리베이터가 설치되어 있다. 화장실은 오시아게 방향 쪽 개찰구 내에 있다.
개찰구 건너 편에는 편의점 "내츄럴 로손"이 있다.
당역 ~ 구단시타 역간 거리는 불과 400m이며 이는 한조몬 선 중 가장 짧다.
비상 시에는 구단시타 방향에 건늠선이 있고 행선지 표시에도 진보초 행이 존재한다.

#### 승강장
| 5 | 한조몬 선 | 구단시타·시부야·주오린칸 방면     |
| 6 | 한조몬 선 | 오시아게·구키·미나미쿠리하시 방면 |

## 역 주변
주변에는 메이지 대학을 비롯하여 학교 외에 고서점과 신간서점이 많이 입지하였고 대학가로 유명하다. "일본의 카르티에 라탱"이라고도 불린다.
- 도쿄 전기 대학교 본부
- 메이지 대학교 본부
- 센슈 대학교 본부
- 쇼가쿠칸 본사
- 슈에이샤 본사
- 니혼 대학교 법학부, 경제학부, 이공학부
- 공립 여자 대학
- 도쿄 YWCA 회관
- 간다 고(古)서점가
- 존슨앤드존슨 일본 본사
- 이와나미 서점
- 이와나미 홀
- 산세이도 서점 진보초 본점
- 쇼가쿠칸
- 슈에이샤
- 구세군 본영
- 간다미나미진보초 우체국
- 일본 교육회관

## 역사
- 1972년 6월 30일: 미타 선의 역이 영업 개시.
- 1978년 7월 1일: 도영 지하철 6호선이 미타 선으로 노선명 변경.
- 1980년 3월 16일: 신주쿠 선의 역이 영업 개시, 환승역이 됨.
- 1989년 1월 26일: 한조몬 선의 역이 영업 개시.
- 2004년 4월 1일: 도영지하철 민영화.

2006년경부터 도쿄 메트로는 로마자 표기로 장음 부호를 쓰지 않게 되었다. 이전부터 어느 간판류가 Jimbōchō인것에 대하여 이후 설치되어 개정된 것은 Jimbocho로 표기된다.

## 사진

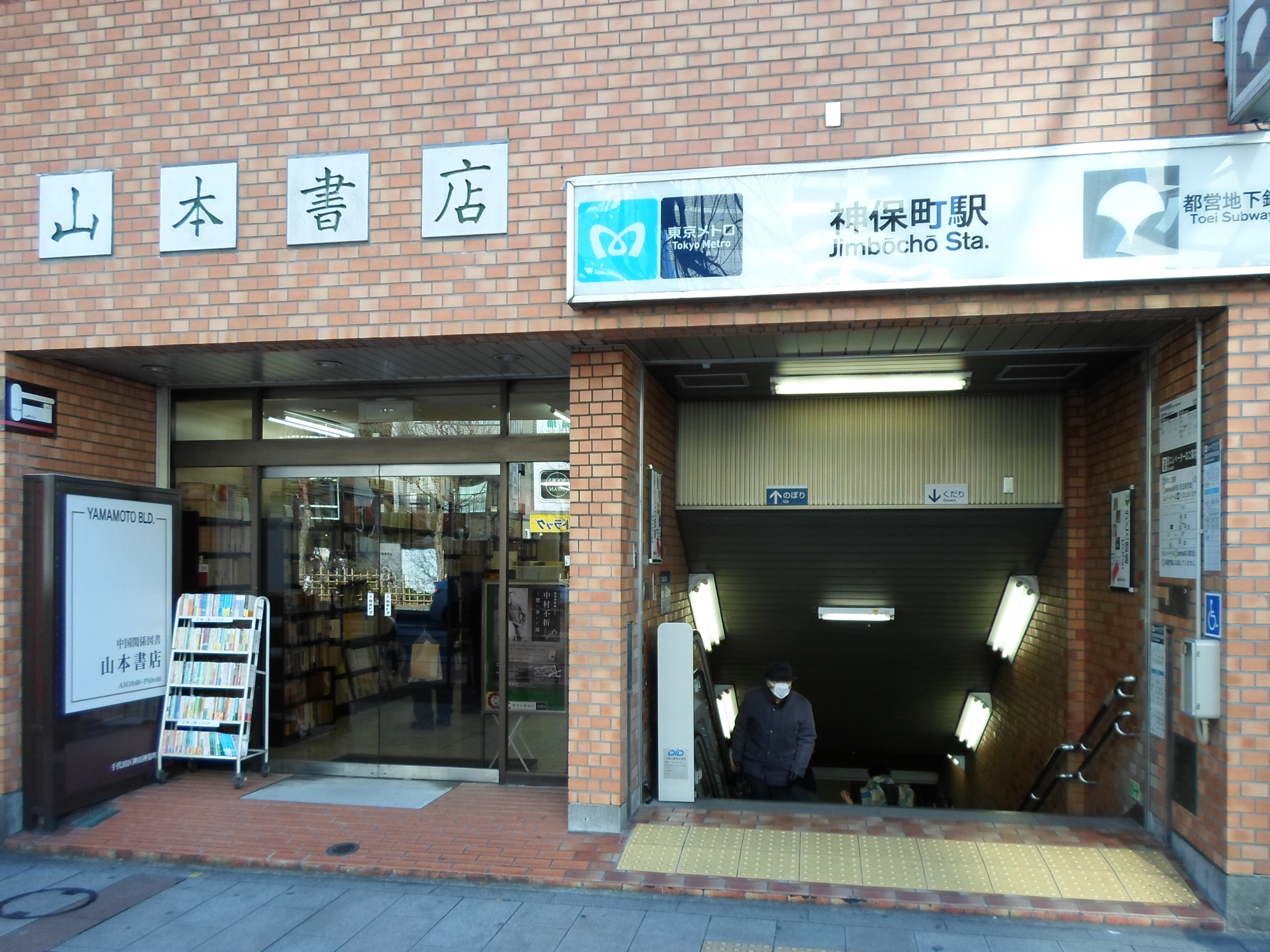
A1 출입구
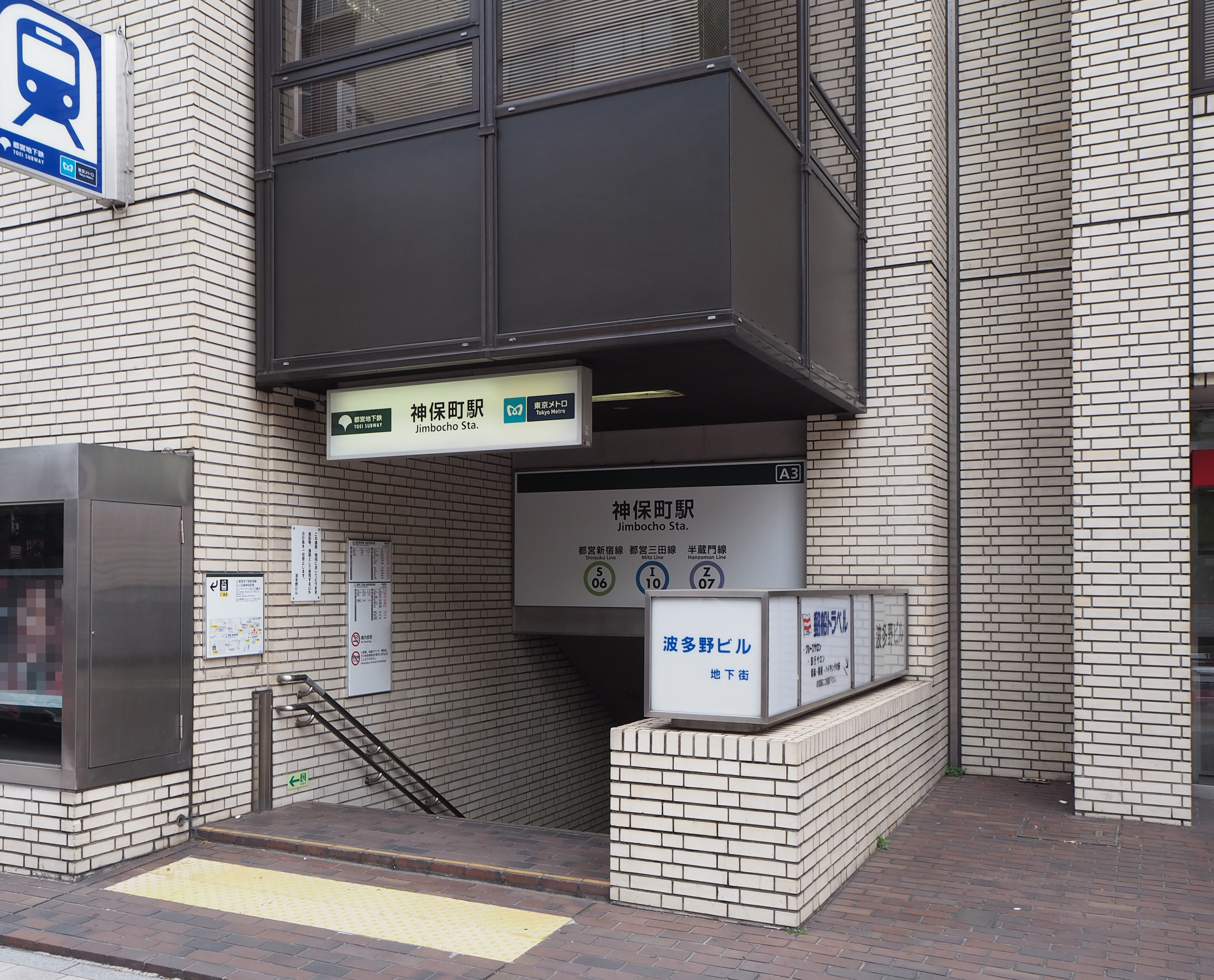
A3 출입구
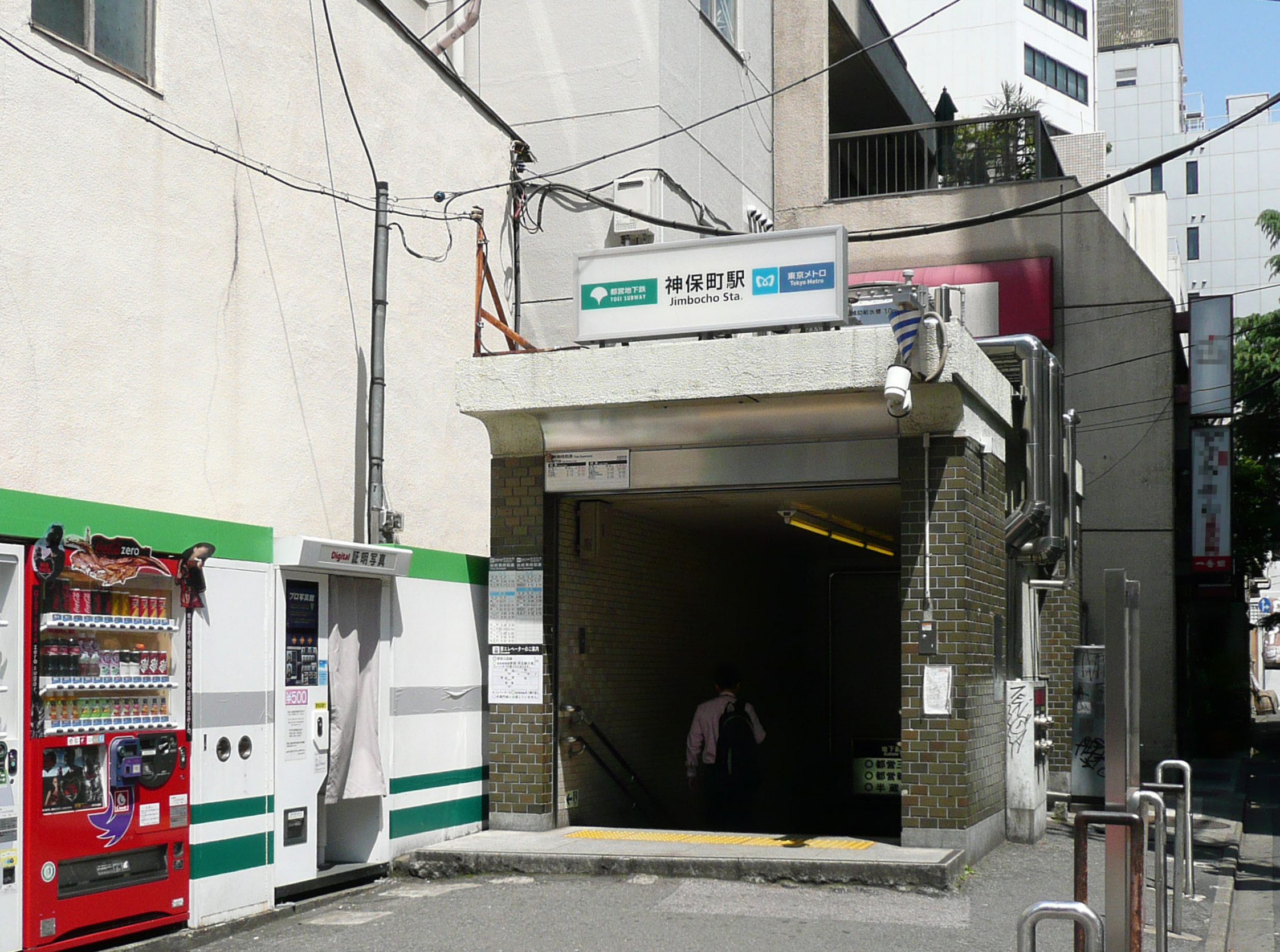
A7 출입구
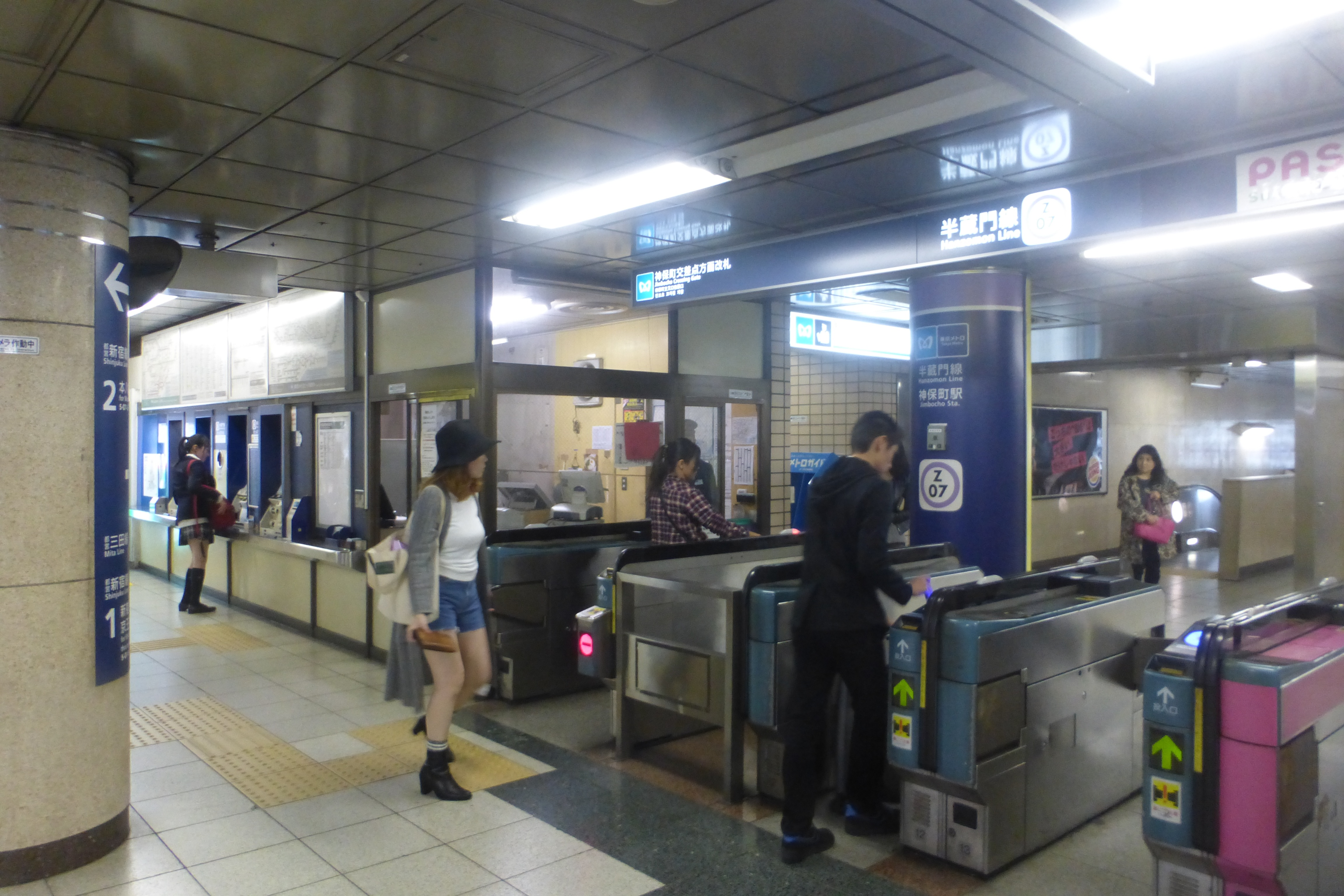
개찰구
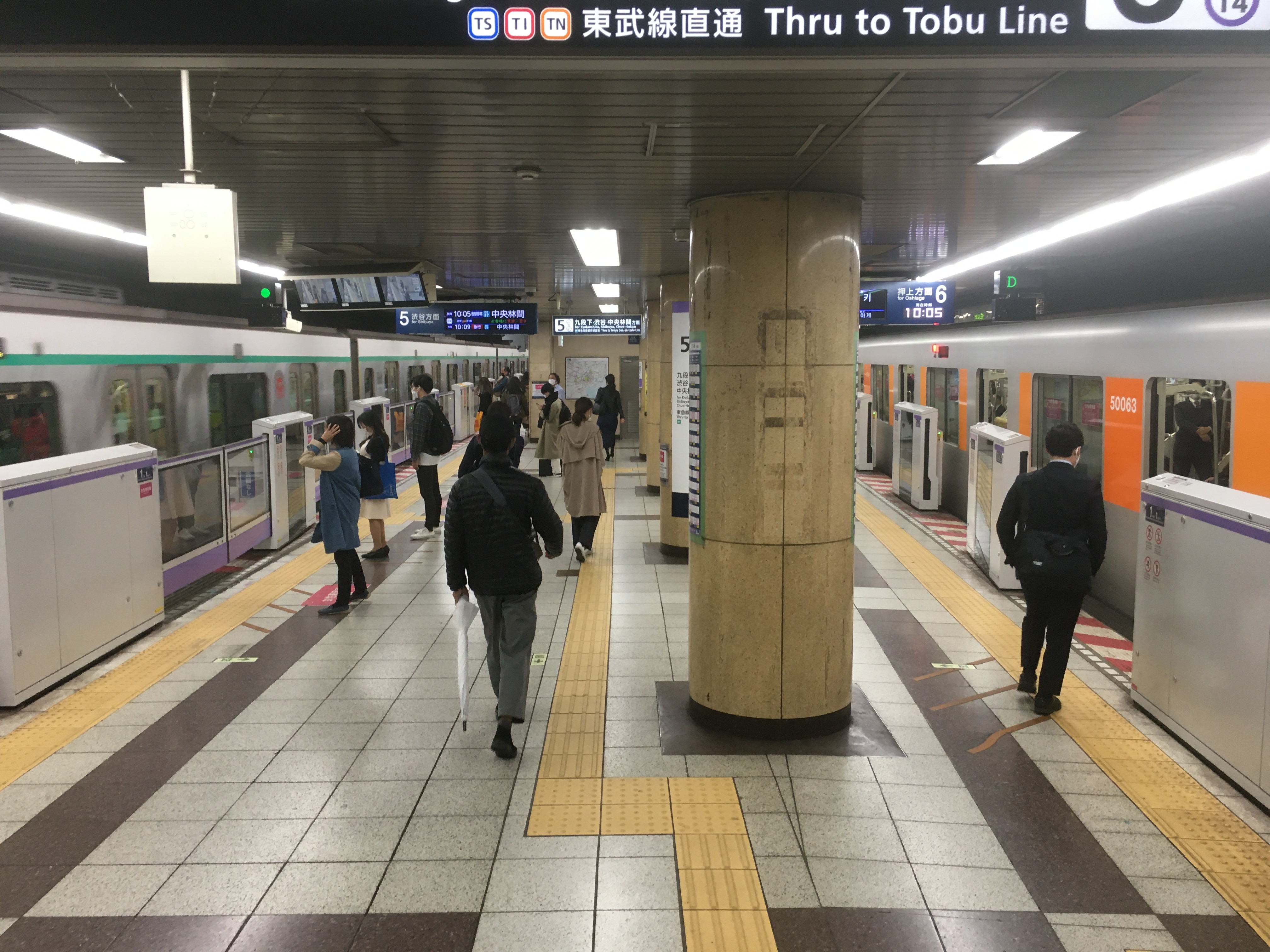
한조몬선 승강장(2021년 11월)

## 인접역
| 도쿄 도 교통국 미타 선    | 도쿄 도 교통국 미타 선 | 도쿄 도 교통국 미타 선                  |
| ------------------------- | ---------------------- | --------------------------------------- |
| I 09 오테마치 메구로 방면 | 미타 선                | 스이도바시 I 11 니시타카시마다이라 방면 |
| 도쿄 도 교통국 신주쿠 선  |                        |                                         |
| S 04 이치가야 신주쿠 방면 | 신주쿠 선 급행         | 바쿠로요코야마 S 09 모토야와타 방면     |
| S 05 쿠탄시타 신주쿠 방면 | 신주쿠 선 각역정차     | 오가와마치 S 07 모토야와타 방면         |
| 도쿄 지하철 한조몬 선     |                        |                                         |
| Z 06 구단시타 시부야 방면 | 한조몬 선              | 오테마치 Z 08 오시아게 방면             |